# قوة نووية

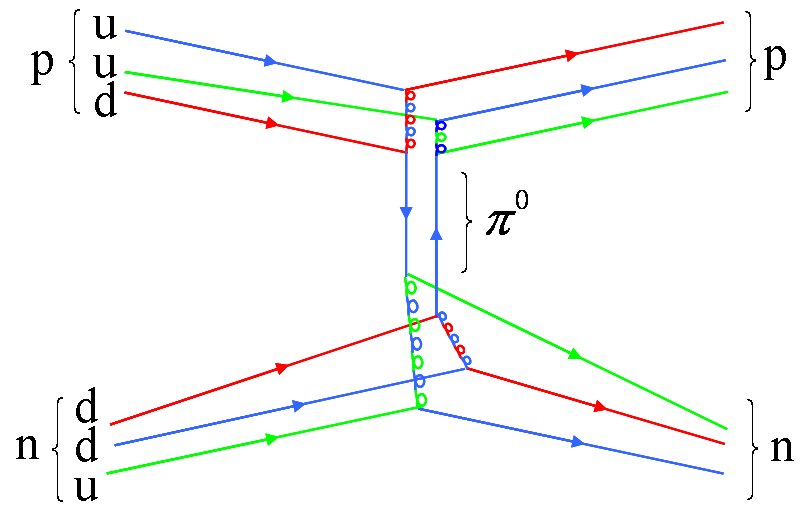

القوة النووية هي القوة المتبادلة بين نيوكلونين أو أكثر. وهي مسؤولة عن ربط البروتونات والنيوترونات في النواة الذرية.

## القوة النووية

### طبيعةالقوةالنووية
هناك عدد من القوى الأساسية المعروفة لدينا والموجودة في الطبيعة مثل قوى الجذب والقوى الكهرومغناطيسية والقوى الضعيفة (انحلال بيتا) وبالإضافة إلى هذه القوى هناك قوى أخرى جديدة ومهمة جداً هي القوة النووية المسؤولة عن ربط مكونات النواة مع بعضها. لقد جرت محاولات عديدة لفهم القوة النووية أو المجال النووي وذلك بعد ظهور فرضية احتواء النواة على البروتونات والنيوترونات (فرضية البروتون – نيترون). لقد كان السؤال المطروح آنذاك هو كيف ان البروتون والنيوترون مترابطان مع بعضهما داخل النواة ؟ وستكون الإجابة على هذا السؤال من خلال شرحنا لخواص القوة النووية والنظريات المتعلقة بها.

### خواص القوة النووية
إن القوة النووية هي قوة تجاذب شديدة بين نويتين داخل النواة أي بين (بروتون بروتون، نيوترون نيوترون، بروتون نيوترون) وهذه القوة هي التي تحافظ على استقرارية النواة بصورة عامة. ففي النوى الثقيلة مثلاً نلاحظ ان القوة النووية هي أعظم من قوة التنافر الكولومية بين البروتونات وإلا لما كانت هناك نوى ثقيلة. وبالمقابل يجب أن تكون هناك قوة تنافر بين النويات عند مسافات صغيرة جداً حيث تعمل هذه القوة (قوة التنافر) بصورة أو بأخرى للحيلولة دون تصادم النويات وتمركزها في نقطة واحدة كجسيم واحد.
إن المدى المؤثر للقوة النووية بين أي نويتين صغير جداً، اذن من الممكن القول بان هذا التأثير بين النويات المجاورة لبعضها البعض فقط.
2- القوة النووية مشبعة، عندما نتكلم عن إشباع القوة النووية، نقصد بان النوية الواحدة داخل النواة يمكنها ان تتعامل (interaction) بقوة فقط مع عدد محدد من النويات المحيطة بها. وللتعرف على هذا نعود إلى شكل (منحنى الاستقرار) الذي يربط بين معدل طاقة الربط النووية والعدد ألكتلي A حيث يمكننا القول بان معدل طاقة الربط النووية هي (8 Mev/nucleon) ومن هذا نستنتج ان معدل طاقة الربط النووية (BE) تساوي كمية ثابتة أو ان (BE A) وهذا يعني ان القوة النووية مشبعة.
3 – القوة النووية التي تربط بين النويات داخل النواة لا تعتمد على الشحنة ولا على نوع النوية. أي بمعنى اخر ان القوة النووية التي تربط بين بروتونين (p-p) أو نيوتروني (n-n) أو بروتون ونيوترون (p-n) متساوية أي عدم اعتماد القوة النووية على الشحنة إطلاقاً

## وصلات خارجيةً
- The Particle Adventure (بالإنجليزية)